# Зиттард, Йозеф
Йозеф Зиттард (нем. Josef Sittard; 4 июня 1846, Ахен — 24 ноября 1903, Гамбург) — немецкий музыкальный критик и музыковед. Отец Альфреда Зиттарда.

## Биография
Окончил Штутгартскую консерваторию, в 1872—1885 преподавал в ней фортепиано и вокал. Затем перебрался в Гамбург, где занял должность музыкального обозревателя ежедневной газеты «Hamburgischer Correspondent» и быстро зарекомендовал себя как одна из центральных фигур городской музыкальной сцены. Уделял, в частности, значительное внимание творчеству Чайковского, постоянно встречался с ним во время его визитов в Гамбург и много писал о нём, подчёркивая исключительное дарование Чайковского в области инструментовки и развития музыкальной темы, а также отзываясь весьма тепло о человеческих качествах композитора, однако отказывая ему в драматическом даре, необходимом для успеха в области оперы. Скептически относился к работавшему в Гамбурге в качестве дирижёра Густаву Малеру, назвавшему его в одном из частных писем своим «адским судией» (нем. Richter aus der Unterwelt).
Опубликовал ряд трудов по истории музыки, в том числе:
- «Компендиум по истории церковной музыки» (нем. Compendium der Geschichte der Kirchenmusik; 1881),
- «Из истории музыки и театров при вюртембергском дворе (1458—1793)» (нем. Zur Geschichte der Musik und des Theaters am Württembergischen Hofe, 1458-1793; 1890),
- «История музыкальной и концертной жизни в Гамбурге от XIV века до нашего времени» (нем. Geschichte des Musik- und Concertwesens in Hamburg vom 14. Jahrhundert bis auf die Gegenwart; 1890),

а также биографии Феликса Мендельсона (1881) и Джоаккино Россини (1882).